# Jaroslav Miller

Prof. Mgr. Jaroslav Miller, M.A., Ph.D. nació el 8 de enero de 1971 en Šumperk, República Checa. Actualmente es profesor de historia en la Universidad de Palacký en Olomouc. Se enfoca en estudios urbanos, la historia de pensamiento político y recientemente preguntas sobre el exilio de Checo y Eslovaco.

## Vida
El profesor Miller estudio historia y filosofía en Olomouc (Universidad de Palacký), Budapest (Universidad Central Europea) y en Oxford (Universidad de Oxford, Lady Margareth Hall). Durante sus años de estudio tuvo varios profesores prestigiosos como: Josef Jařab, Ralf Dahrendorf, Stephen Greenblatt y Robert J. W. Evans.
Miller ha sido parte de varios fellowships en universidades y en instituciones científicas en Canadá, Hungría, Estados Unidos, Gran Bretaña, Alemania y Australia. Miller fue nombrado dos veces miembro de la prestigiosa fundación científica alemana, Alexander von Humboldt Fundación (2006 en Marburg, 2010 en Münster) y la Americana, Andrew W. Mellon Foundation (2004 y 2010 Wolfenbüttel). En el 2008 fue miembro del Fullbright en Georgia College y State University. Durante el año académico del 2010-2011, fue profesor invitado en la Universidad de Este de Australia en Perth. En el 2012, el embajador de Estos Unidos lo nombró embajador del programa Fulbright en la República Checa. En ese mismo año Miller fue nombrado Profesor de Historia y actualmente es Director del Departamento de Historia en la Facultad de Filosofía en la Universidad de Palacký en Olomouc, una de las facultades más grandes en la República Checa.
En el 2008 la prestigiosa editorial británica, Ashgate, publicó su monografía titulada Sociedades Urbanas en el Este Central de Europa en los años 1500-1700. En el 2010 publicó en Nueva York y Budapest, junto a Lázló Kontler, la monografía titulada los Frailes, Nobles y Burgueses-Sermones, Imágenes y Grabados: Estudio de Cultura y Sociedad en la Europa Moderna Temprana (Nueva York- Budapest: CEU Press 2010).
Actualmente (2013) es candidato para Rector de la Universidad de Palacký en Olomouc para el periodo 2014-2018.

## Publicaciones (selección)
- Urban Societies in East-Central Europe, 1500 – 1700, (Ashgate: Aldershot – New York, 2008).
- The Palatine Myth: Frederick V. and the Image of the Bohemian War in Early Stuart England, (ARGO: Praga, 2004).
- The Birth of Leviathan Postponed: The Crisis of the Stuart Monarchy, 1603 – 1641, (ARGO: Praga, 2006).
- The Closed Society and its Enemies: The City in East Central Europe (1500 – 1700), (Nakladatelství Lidové noviny: Praga, 2006).
- John Barclay – Argenis: Intellectual Roots of European Absolutism, (Nakladatelství Lidové noviny: Praga, 2009).
- With László Kontler, Friars, Nobles and Burghers – Sermons, Images and Prints: Studies in Culture and Society in Early Modern Europe (New York - Budapest: CEU Press, 2010).